# Сафарянц, Вазген Григорьевич
Вазген Григорьевич Сафарянц (род. 22 октября 1984, Орджоникидзе, РСФСР, СССР) — белорусский боксёр-любитель армянского происхождения. Участник Олимпийских игр 2012 года в категории до 60 кг, где дошёл до 1/8 финала и занял 9 место. Серебряный призёр чемпионата Европы по Боксу 2008 и 2013 годов. Заслуженный мастер спорта Республики Беларусь (2009).

## Биография
Родился Вазген 22 октября 1984 года в Северной Осетии. С детства занимался футболом и борьбой. В 13 лет после проигрыша в спарринге серьёзно увлекся боксом.
В Нальчике тренером Вазгена был мастер спорта СССР Сергей Тотров.
Переехав в Москву, занимался под началом тренера Владимира Александровича Лаврова.